# Patrick
Patrick je moško osebno ime.

## Izvor imena
Ime Patrick je različica imena Patrik.

## Pogostost imena
Po podatkih Statističnega urada Republike Slovenije je bilo na dan 31. decembra 2007 v Sloveniji število moških oseb z imenom Patrick: 272.

## Osebni praznik
V koledarju je ime Patrick skupaj z imenom Patrik; god praznuje 17. marca.